# Zeffiro Furiassi
Zeffiro Furiassi (Pesaro, 19 gennaio 1923 – Firenze, 4 novembre 1974) è stato un calciatore e allenatore di calcio italiano, di ruolo difensore.

## Carriera

### Club
Inizia la carriera in Serie C nel 1939-1940 nella squadra della sua città natale, la Vis Pesaro, e l'anno successivo si trasferisce alla Fiorentina dove, dopo un anno trascorso con le riserve, fa il suo esordio in Serie A il 7 giugno 1942 in occasione di Bologna-Fiorentina (2-3). Quell'anno fa solo due apparizioni in prima squadra, poi gioca titolare la stagione 1942-1943 con 29 gettoni di presenza. Nel periodo bellico, con i campionati ridotti a competizioni a carattere locale, è in forza al Carpi prima e poi, in prestito, alla Biellese, prima di tornare ad indossare la casacca viola nel 1946-1947. Nel 1949-1950 passa alla Lazio dove rimane per sei stagioni prima di passare al Foligno, dove concluderà la sua carriera.
Tra Fiorentina e Lazio ha giocato otto campionati da titolare nella massima serie collezionando un totale di 237 presenze in Serie A.

### Nazionale
Ha vestito la maglia della Nazionale in occasione delle due partite disputate dall'Italia nei Mondiali del 1950 contro Svezia e Paraguay: saranno le sue uniche apparizioni in maglia azzurra.

## Statistiche

### Cronologia presenze e reti in nazionale
| Cronologia completa delle presenze e delle reti in nazionale ― Italia | Cronologia completa delle presenze e delle reti in nazionale ― Italia | Cronologia completa delle presenze e delle reti in nazionale ― Italia | Cronologia completa delle presenze e delle reti in nazionale ― Italia | Cronologia completa delle presenze e delle reti in nazionale ― Italia | Cronologia completa delle presenze e delle reti in nazionale ― Italia | Cronologia completa delle presenze e delle reti in nazionale ― Italia | Cronologia completa delle presenze e delle reti in nazionale ― Italia |
| Data                                                                  | Città                                                                 | In casa                                                               | Risultato                                                             | Ospiti                                                                | Competizione                                                          | Reti                                                                  | Note                                                                  |
| --------------------------------------------------------------------- | --------------------------------------------------------------------- | --------------------------------------------------------------------- | --------------------------------------------------------------------- | --------------------------------------------------------------------- | --------------------------------------------------------------------- | --------------------------------------------------------------------- | --------------------------------------------------------------------- |
| 25-6-1950                                                             | San Paolo                                                             | Svezia                                                                | 3 – 2                                                                 | Italia                                                                | Mondiali 1950 - 1º turno                                              | -                                                                     |                                                                       |
| 2-7-1950                                                              | San Paolo                                                             | Paraguay                                                              | 0 – 2                                                                 | Italia                                                                | Mondiali 1950 - 1º turno                                              | -                                                                     |                                                                       |
| Totale                                                                |                                                                       | Presenze                                                              | 2                                                                     |                                                                       | Reti                                                                  | 0                                                                     |                                                                       |